# Атлас изправи рамене
Атлас изправи рамене (на английски: Atlas Shrugged) е роман от Айн Ранд, публикуван за първи път в САЩ през 1957 г. Това е нейният четвърти и най-значим роман. Съдържа романтични, мистериозни и научнофантастични художествени елементи, и изразява най-обширно становището на Айн Ранд за обективизма.
Книгата излиза на българския книжен пазар в три тома през 2009 г., публикувана от издателска къща МаК  и издателство Изток-Запад .

## Сюжет
Романът е антиутопия, разказваща как в целия свят, както и в САЩ, където се развива действието, идват на власт социалистически правителства. Започва целенасочено преследване на едрия (а след това и на дребния) бизнес, последвано от постепенно унищожаване на свободния пазар, който отстъпва позициите си на плановата икономика, страната постепенно потъва в хаос. Главни герои на романа са едри капиталисти – Ханк Риърдън (производител на стомана, собственик на мини и металургични заводи, изобретател) и Дагни Тагарт (вицепрезидент на железопътна компания). Те се опитват да се противопоставят на директивите, но търпят неуспех. Икономиката на страната рухва и настъпва глад.
На власт идва диктатура, която се опитва да регулира икономиката с планови методи, но това още повече влошава ситуацията. Редица известни предприемачи и творчески настроени хора започват да изчезват безследно. Оказва се, че те се преместват в изолирана долина в планините, един вид модерна Атлантида, основана от философа и изобретател Джон Голт.

## Обяснение на заглавието
Авторката прави ясен паралел между гръцкия мит за Атлас и съвременните „Атласи“. В нейния роман това са хората, които поддържат (или „държат на раменете си“) основните движещи сили на човечеството – производството, съзиданието и творчеството. По нейно мнение, именно благодарение на „Атласите“, героите на романа, е възможно самото съществуване на човечеството. Те не са много на брой, но когато „изправят рамене“ (престанат да носят товара си и един след друг започнат да изчезват в неизвестността), започва всемирна катастрофа. Това води човечеството към гибел.

## Оценки
Лудвиг фон Мизес пише на 23 януари 1957 г. писмо до Айн Ранд, в което я поздравява за това, че е написала не просто роман, а е направила „убедителен анализ на основното зло и чумата на обществото“, „разрушителното въздействие на моралните канибали, псевдоучените и академичните празнодумци, реализиращи анти-промишлена революция“.

## Интересни факти
- Три дни след началото на продажбите „Атлас изправи рамене“ попада на 6 позиция в списъка на бестселърите на Ню Йорк Таймс.[4] Остава в списъка в продължение на 21 седмици.

- Според допитване до общественото мнение, проведено през 1991 г. от Библиотеката на Конгреса на САЩ и „Book of the Month Club“ „Атлас изправи рамене“ е втората книга след Библията, довела до промени в живота на американските читатели[5].

- Една от често споменаваните фрази е

Кой е Джон Голт?
В оригинал 
Who is John Galt?
- Ключовият пасаж от романа – речта на Джон Голт по радиото – авторката пише в продължение на 2 години. Пасажът обхваща 90 страници в българското издание.

## Екранизация
Филмовата адаптация на книгата е в три части и първата излиза по екраните в САЩ на 15 април 2011 г. , . Филмът получава негативни отзиви от професионалните критици. 
Втората част излиза на 12 октомври 2012 , без специално излъчване за критиците. Премиерно филмът е показан във всички щати едновременно в 1012 киносалона, но общите приходи от 1 милион долара са същите по размер като при премиерата на първата част, но в 300 киносалона.
Третата част от трилогията излиза на 12 септември 2014 г. Филмът е показан в 242 киносалона и достигна приходи от 461 197 долара в началото на уикенда. Общите приходи възлизат на 851 690 долара при бюджет от 5 000 000 долара.